# オイゲニン
オイゲニン（Eugenin）は、クローブに含まれるクロモン誘導体、フェノール化合物である。ニンジンの苦味成分の1つである。

## 誘導体
6-ヒドロキシメチルオイゲニンは、菌類のCreating Chaetomium minutumから単離される
。